# John Riégo
John Isak Riégo född 30 april 1852 i Moss, Norge, död 18 oktober 1912 på Sophiahemmet i Stockholm, skådespelare. 
Efter avslutade studier ägnade sig Riégo åt skådespelarebanan, han var engagerad vid Södra teatern 1871–1872, men hans egentliga debut skedde i Helsingborg 1872 vid Johan Fröbergs teatersällskap, som han tillhörde till 1876. Han tillhörde därefter Thérèse Elfforss' teatersällskap 1876–1882, August Lindbergs teatersällskap 1882–1884 och Albert Ranfts teatersällskap 1884–1885. Han engagerades vid Svenska Teatern i Helsingfors 1885–1898 samt därefter hos Albert Ranft på Svenska teatern, Stockholm, där han stannade till sin död, men undantag för åren 1907–1911, då han var knuten till Dramatiska teatern.
Han var son till den sverige cirkusdirektören Johan Joseph Riégo och norskan Anna Stiegler och bror till operasångaren Amalia Riégo.
Han var från 1890 gift med skådespelaren Selma Zuhr och far till skådespelarna Olav och Marga Riégo. De är begravda på Norra begravningsplatsen utanför Stockholm.

## Teater

### Roller (ej komplett)
| År   | Roll                | Produktion | Regi             | Teater                       |
| ---- | ------------------- | --- | ---------------- | ---------------------------- |
| 1889 | Nepomuk Blasius     | Den ondes besegrare Thomas Overskou                                                                                        |                  | Svenska teatern, Helsingfors |
| 1893 | Doktor Tuneberg     | Sylvi Minna Canth |                  | Svenska Teatern, Helsingfors |
| 1893 | Herr von Belling    | Hjärter dam Max Bernstein                                                                                                  |                  | Svenska Teatern, Helsingfors |
| 1893 | Berg, rentier       | Gamla synder Adolf Paul |                  | Svenska Teatern, Helsingfors |
| 1893 | Bräsig              | Livet på landet Fritz Reuter                                                                                               |                  | Svenska Teatern, Helsingfors |
| 1893 | Fabrikör Vennergren | Detektiven Pehr Staaff |                  | Svenska Teatern, Helsingfors |
| 1897 | Filip Klapproth     | Tokerier Carl Laufs | Mauritz Swedberg | Svenska Teatern, Helsingfors |
| 1898 | Hertigen av Surrey  | Konung Richard II William Shakespeare                                                                                      | August Lindberg  | Svenska teatern, Stockholm   |
| 1899 | Bonden              | Stor-Klas och Lill-Klas Gustaf af Geijerstam                                                                               | Harald Molander  | Svenska teatern, Stockholm   |
| 1899 | Hornig, lumpsamlare | Vävarna Gerhart Hauptmann                                                                                                  | Harald Molander  | Svenska teatern, Stockholm   |
| 1899 |                     | Gustav Vasa August Strindberg                                                                                              | Harald Molander  | Svenska teatern, Stockholm   |
| 1899 | Måns knekt          | Erik XIV August Strindberg                                                                                                 |                  | Svenska teatern, Stockholm   |
| 1900 | Wulff Grijp         | En lyckoriddare Harald Molander                                                                                            |                  | Svenska teatern, Stockholm   |
| 1900 |                     | Agnes Jordan Georg Hirschfeld                                                                                              |                  | Svenska teatern, Stockholm   |
| 1900 |                     | Provkandidaten Max Dreyer                                                                                                  |                  | Svenska teatern, Stockholm   |
| 1900 |                     | Folkungasagan August Strindberg                                                                                            |                  | Svenska teatern, Stockholm   |
| 1901 | Godsägaren          | Midsommareld Hermann Sudermann                                                                                             |                  | Svenska teatern, Stockholm   |
| 1904 | Herr Senardi        | Lucifer Enrico Annibale Butti                                                                                              | Karl Hedberg     | Svenska teatern, Stockholm   |
| 1905 | Klosterpriorn       | Bröllopet på Ulfåsa Frans Hedberg                                                                                          |                  | Svenska teatern, Stockholm   |
| 1905 | Revisor Stuhr       | Amor och Hymen Tor Hedberg                                                                                                 |                  | Svenska teatern, Stockholm   |
| 1905 | Riddar Perceval     | Greven av Antwerpen Per Hallström                                                                                          |                  | Svenska teatern, Stockholm   |
| 1905 |                     | En lektion Walter Christmas                                                                                                |                  | Svenska teatern, Stockholm   |
| 1906 |                     | Flyttfåglar Maurice Donnay och Lucien Descaves                                                                             |                  | Svenska teatern, Stockholm   |
| 1906 | Major Paul Petkoff  | Hjältar George Bernard Shaw                                                                                                |                  | Svenska teatern, Stockholm   |
| 1906 | Onkel Bräsig        | Livet på landet Fritz Reuter                                                                                               |                  | Svenska teatern, Stockholm   |
| 1906 | Klas Narr           | Gurre Holger Drachmann |                  | Svenska teatern, Stockholm   |
| 1906 | Pertschichin        | Småborgare Maksim Gorkij                                                                                                   |                  | Svenska teatern, Stockholm   |
| 1907 |                     | Henrik IV William Shakespeare                                                                                              |                  | Svenska teatern, Stockholm   |
| 1908 | Grollhofer          | Samvetets mask Ludwig Anzengruber                                                                                          | Gustaf Linden    | Dramaten                     |
| 1911 |                     | Den gamla goda tiden: Stockholmsbilder från 1830-talet Berndt Fredgren (pseudonym för Peter Fristrup och Hjalmar Selander) |                  | Svenska teatern, Stockholm   |
| 1912 | Engelbrekt          | Gustav Vasa August Strindberg                                                                                              |                  | Svenska teatern, Stockholm   |
| 1912 |                     | Höga rättvisan Lothar Schmidt                                                                                              | Sven Söderman    | Svenska teatern, Stockholm   |
| 1912 |                     | Quo Vadis? Henryk Sienkiewicz                                                                                              |                  | Svenska teatern, Stockholm   |
| 1912 |                     | De fem frankfurtarna Carl Rössler                                                                                          |                  | Svenska teatern, Stockholm   |